# Clădirea fostei grădinițe de copii (Crasnoe)
Clădirea fostei grădinițe de copii este o clădire amplasată în Crasnoe, Unitățile Administrativ-Teritoriale din Stînga Nistrului, Republica Moldova. Este un monument arhitectural de importanță națională inclus în Registrul monumentelor Republicii Moldova ocrotite de stat cu nr. 1279 (raionul Slobozia). Datează din anii 1930.